# 続・サザエさん
『続・サザエさん』（ぞく・サザエさん）は、1957年4月9日に公開された日本映画。製作、配給は東宝。モノクロ、スタンダード。キャッチコピーは「どなたかお嫁に貰って下さい! ハネッ返りのお転婆娘」。
併映は『「動物園物語」より 象』（原作：福田三郎、監督：山本嘉次郎、主演：榎本健一）
千代田劇場（後の日比谷映画。2005年4月8日閉館）のこけら落とし上映作品でもある。

## 概要
シリーズ2作目。磯野家及び、マスオ、そして映画のオリジナルキャラの山中老人が引き続き登場。今回は、サザエとマスオの縁談がメインとなる。また同じ長谷川作品『似たもの一家』の主役にして、原作版『サザエさん』のレギュラー・伊佐阪一家が登場する。また本作より、ノリスケの弟で原作のノリスケそっくりなノリオが登場する。
前作同様に音楽映画さながらで、サザエが歌うシーンが登場する。

## ストーリー
山高商事で逢って以来、フグ田マスオのことが忘れられないサザエ。思い切ってサザエは、胸のうちをマスオに打ち明ける。マスオも同じ思いだったため、2人の心は固く結ばれた。だがサザエは、御進物用のおはぎをカツオとワカメに食べられたことで怒ったりと、生活は相変わらずだ。
そんなある日、マスオが母親と共に磯野家にやってきた。だがサザエの額にはコブが。これは、隣の作家・伊佐阪難物の家にノリオと一緒に訪ねた時、難物の留守中に散々悪口をしゃべったために殴られたものだった。しかしサザエは絆創膏を貼って、マスオ親子の前に現れる。母親はサザエが気に入ったらしい。その後、波平・舟夫婦とマスオ親子が縁談について話しているのを、サザエは隣室で聞いていたが、熱心に聞くあまり、襖を壊してしまった。マスオの母親はあきれて帰る。だがサザエの真心はマスオの母親に認められ、「こんな健康な娘はいない」と思われるようになった。

## スタッフ
- 監督：青柳信雄
- 製作：杉原貞雄
- 原作：長谷川町子
- 脚本：笠原良三
- 音楽：原六朗
- 撮影：遠藤精一
- 美術監督：北猛夫
- 美術：北川恵笥
- 録音：宮崎正信
- 照明：西川鶴三
- チーフ助監督：岩城英二
- 製作担当者：鈴木政雄
- スチール：副田正男
- 主題歌：江利チエミ&ダーク・ダックス

## キャスト
- 磯野 サザエ：江利チエミ
- フグ田君：小泉博
- サザエの父親[1]：藤原釜足
- サザエの母親[1]：清川虹子
- 磯野 カツオ：小畑やすし
- 磯野 ワカメ：松島トモ子
- ノリオ君：藤木悠
- フグ田の母：梅野公子
- ミチ子：青山京子
- 山中老人：柳家金語楼
- 山中の母親：沢村いき雄
- 横向さん：本郷秀雄
- 横向夫人：中田康子
- 伊佐阪 難物：三木のり平
- 伊佐阪 軽子：藤間紫
- 多胡夫人：一の宮あつ子
- 多胡 いね子：雨宮隷子
- 多胡 たかし：秋山由紀雄
- 富田 千代子：花房一美
- 富田夫：佐原健二
- 吉井 きみ子：若山セツ子
- 吉井夫：千葉信男
- 山下 ふさ江：宮田芳子
- 山下夫：堺左千夫
- 中村先生：東郷晴子
- 三吉：由利徹
- 田舎の夫：森川信
- 田舎の妻：三田照子